# Cédric Si Mohamed
Cédric Si Mohamed (en árabe: سدريك سي محمد; Roanne, Francia, 9 de enero de 1985) es un futbolista francoargelino. Se desempeña como guardameta en el FC Saint-Cyr Collonges Au Mont d'Or.
Nació en Francia de padre argelino y madre francesa.

## Selección nacional
Ha sido internacional con la selección de fútbol de Argelia en una ocasión.

### Participaciones en Copas del Mundo
| Mundial                        | Sede   | Resultado        | Partidos | Goles |
| ------------------------------ | ------ | ---------------- | -------- | ----- |
| Copa Mundial de Fútbol de 2014 | Brasil | Octavos de final | 0        | 0     |

### Participaciones en Copas Africanas
| Copa                           | Sede              | Resultado        | wPartidos | Goles |
| ------------------------------ | ----------------- | ---------------- | --------- | ----- |
| Copa Africana de Naciones 2013 | Sudáfrica         | Fase de grupos   | 0         | 0     |
| Copa Africana de Naciones 2015 | Guinea Ecuatorial | Cuartos de final | 0         | 0     |

### Participaciones en Campeonatos Africanos
| Copa                                    | Sede  | Resultado    | Partidos | Goles |
| --------------------------------------- | ----- | ------------ | -------- | ----- |
| Campeonato Africano de Naciones de 2011 | Sudán | Cuarto lugar | 0        | 0     |

## Clubes
| Club                  | País    | Año       |
| --------------------- | ------- | --------- |
| Yzeure                | Francia | 2005-2006 |
| Jura Sud              | Francia | 2006-2007 |
| Vesoul                | Francia | 2007-2008 |
| FC Montceau           | Francia | 2008-2009 |
| JSM Béjaïa            | Argelia | 2009-2013 |
| CS Constantine        | Argelia | 2013-2017 |
| US Biskra             | Argelia | 2017-2018 |
| CR Belouizdad         | Argelia | 2018-2019 |
| CA Bordj Bou Arréridj | Argelia | 2019-2021 |
| Saint-Cyr Coll        | Francia | 2021-Act. |

## Palmarés

### Campeonatos nacionales
| Título          | Club          | País    | Año  |
| --------------- | ------------- | ------- | ---- |
| Copa de Argelia | CR Belouizdad | Argelia | 2019 |